# Teatro Municipal Laércio Ventura
O Teatro Municipal de Nova Friburgo (originalmente chamado como Teatro Municipal Laércio Rangel Ventura), é uma casa de espetáculos da cidade de Nova Friburgo, no estado do Rio de Janeiro. Foi inaugurada em setembro de 2008. Sua plateia tem capacidade para 564 espectadores, sendo 482 no térreo e 82 no jirau. Em 2011, foi atingido na tragédia climática de 2011. Foi fechado por um tempo mas depois foi reaberto sem nenhuma reforma. Seu nome foi dado em homenagem ao Laercio Rangel Ventura.